# أوبرفل
أوبرفل تقع في مقاطعة بازل, وهي مدينة سويسرية صغيرة هادئة.
و هي مقر للاعب داريو زوفي لاعب نادي بازل, والمقر أيضاً للاعب كرة المضرب الأول في العالم, روجيه فيدرير.

## معلومات عامة
- الاسم:أوبرفل (Oberwil).
- الدولة:سويسرا.
- المقاطعة:مقاطعة بازل.
- السكان:10.057 (ديسمبر 2005).
- الكثافة السكانيّة:1,276 /كم².
- المساحة:7.88 كم².
- الارتفاع:316 م.
- الموقع الإلكتروني: www.oberwil.ch.

## وصلات خارجية
- الموقع الرسمي (بالألمانية)